# 혼인 비행
혼인 비행(婚姻飛行, Nuptial flight)은 대부분의 벌과 몇 종의 개미에서 이루어지는 생식 행위이다. 혼인 비행에서는 처녀 여왕들이 수컷과 짝짓기를 한 후 새로운 군체를 형성하러 간다거나, 꿀벌의 경우에는 다시 원래의 둥지로 돌아가서 알을 낳는다.

## 비행 전

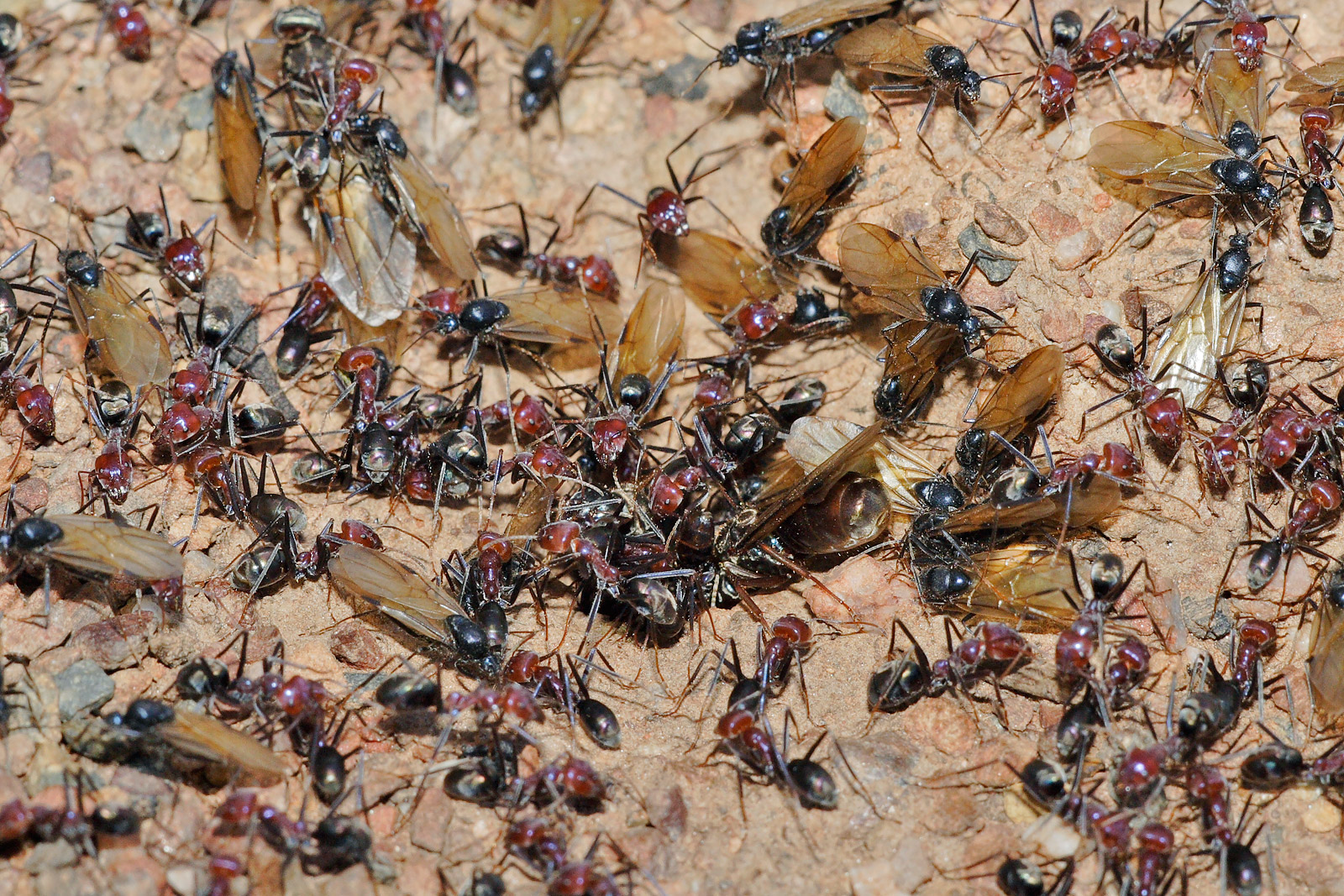
고기 개미 혼인 비행 전.

성숙한 군체는 정기적으로 생식적으로 장애되지 않은 개체를 만들어낸다. 벌목에서는 수정되지 않은 알은 수컷으로, 수정이 되고 또한 애벌레 상태에서 특별한 관심의 대상이 되는 알은 암컷으로 자라나게 된다.
어린 암컷·수컷들은 바람이 잔잔하고 따뜻한 날을 기다려서 출발하는데 주로 한꺼번에 출발하여 포식자들이 개미들을 하나 하나 먹지 못하도록 한다.

## 비행 중
일반적으로 암컷·수컷들은 퍼지는데, 이는 무작위로 짝짓기를 할 수 있도록 하기 위해서이다. 이렇게 퍼지고 나서는 암컷들이 페로몬을 분비하여 수컷들을 유혹하는데, 이때 암컷들은 피한다. 이는 가장 빠르고 영리한 수컷과 짝짓기를 하기 위해서이다. 짝짓기는 비행 중에 시행된다. 한 암컷은 주로 여러 수컷과 짝짓기를 한다. 수컷들의 정자는 암컷의 배에 있는 특별한 기관에 저장되어 알을 낳을 때 쓰인다.

## 비행 후
수컷들은 주로 혼인 비행 이후 죽는다. 암컷들은 땅에 착지하고(개미의 경우에는 날개도 뽑는다.)땅을 파서 군체를 형성하게 된다.
비록 혼인비행 이후 살아남는 것은 암컷들이지만 이들의 군체 형성 성공 확률은 굉장히 낮다. 큰 군체들은 수백만의 암컷들을 내보내지만 평균적으로는 1000마리당 한마리가 살아남는다. 이들이 없어지는 이유는 포식자에게 잡히는 것(특히 개미), 알을 성공적으로 부화시키지 못한 것, 환경의 변화 등이 있다. 이러한 엄격한 선별을 통하여 자신의 유전자를 후세에 전하는 암컷은 운과 날렵함이 동시에 따라줘야 한다.

## 같이 보기
- 여왕벌
- 여왕개미